# Побєда (Архангельський район)
Побє́да (рос. Победа, башк. Победа) — присілок у складі Архангельського району Башкортостану, Росія. Входить до складу Арх-Латиської сільської ради.
Населення — 71 особа (2010; 95 в 2002).
Національний склад:
- росіяни — 36 %
- башкири — 35 %
- латиші — 27 %